# Latva-Kutinjärvi
Latva-Kutinjärvi är en sjö i Finland. Den ligger i kommunen Taivalkoski i landskapet Norra Österbotten, i den nordöstra delen av landet, 600 km norr om huvudstaden Helsingfors. Latva-Kutinjärvi ligger 325 meter över havet. Arean är 20 hektar och strandlinjen är 2,54 kilometer lång. Sjön  ingår i Ijo älvs huvudavrinningsområde. 